# Bešiansky polder
Bešiansky polder este o arie protejată (arie specială de conservare — SAC, sit de importanță comunitară — SCI) din Slovacia întinsă pe o suprafață de 2,74 ha, integral pe uscat.

## Localizare
Centrul sitului Bešiansky polder este situat la coordonatele 48°31′51″N 21°57′00″E / 48.530771°N 21.949909°E.

## Înființare
Situl Bešiansky polder a fost declarat sit de importanță comunitară în aprilie 2004 pentru a proteja 1 specie de plante și 6 specii de animale. Situl a fost protejat și ca arie specială de conservare în martie 2004.

## Biodiversitate
Situată în ecoregiunea panonică, aria protejată conține 2 habitate naturale: Lacuri eutrofice naturale cu vegetație de tip Magnopotamion sau Hydrocharition, Ape stătătoare oligotrofe până la mezotrofe, cu vegetație de Littorelletea uniflorae și/sau de Isoëto-Nanojuncetea.
La baza desemnării sitului se află mai multe specii protejate:
- plante (1): Marsilea quadrifolia
- păsări (5): lăcar-de-rogoz (Acrocephalus schoenobaenus), rață pitică (Anas crecca), egretă albă (Egretta alba), egretă mică (Egretta garzetta), lișiță (Fulica atra)
- amfibieni (1): buhai de baltă cu burta roșie (Bombina bombina)

Pe lângă speciile protejate, pe teritoriul sitului au mai fost identificate 4 specii de plante, 1 specie de amfibieni, 2 specii de mamifere, 2 specii de reptile.